# أندريابول
أندريابول (بالروسية: Андреаполь) هي إحدى مدن روسيا في الكيان الفدرالي الروسي تفير أوبلاست.